# Nina Kennedyová
Nina Kennedyová (* 5. dubna 1997) je australská atletka, jejíž specializací je skok o tyči. Je mistryní světa z roku 2023 a olympijskou vítězkou z roku 2024.

## Kariéra
Rodačka z Busseltonu se s rodiči v dětství přestěhovala do Perthu, kde začala rozvíjet svůj atletický talent. V 16 letech vytvořila juniorský světový rekord překonáním laťky ve výšce 459 cm.
Svoji olympijskou premiéru si odbyla v roce 2021 na odložených XXXII. olympijských hrách v Tokiu, kde skončila na dvanáctém místě. O rok později získala v Birminghamu zlatou medaili na Hrách Commonwealthu a bronzovou medaili na mistrovství světa. V roce 2023 se na mistrovství světa v Budapešti podělila o zlatou medaili s Američankou Katie Moonovou, kdy obě zdolaly laťku ve výšce 490 cm.
Na Letní olympijských hrách v Paříži vybojovala zlatou medaili, kde jako jediná závodnice zdolala výšku 490 cm.
Její osobní rekord činí 491 cm pod širým nebem a 490 cm v hale.